# Смуга (Брестский район)
Сму́га (бел. Сму́га) — деревня в Брестском районе Брестской области Беларуси. Входит в состав Чернавчицкого сельсовета.

## География
Расположена в 7 км по автодорогам к юго-западу от центра сельсовета, агрогородка Чернавчицы, и в 17 км по автодорогам к северу от центра Бреста. Ближайшие населённые пункты — деревни Вулька, Ставище и Вистычи. Имеется магазин.

## История
В XIX веке — деревня Брестского уезда Гродненской губернии, входила в состав имения Ковердяки, принадлежавшего Ф. Ягмину. В 1870 году — центр сельского общества. Перепись 1897 года показала хлебозапасный магазин и ветряную мельницу, а также посёлок с кузницей (1 двор, 6 жителей) невдалеке от деревни. В 1905 году в составе Мотыкальской волости Брестского уезда. 
После Рижского мирного договора 1921 года — в составе гмины Мотыкалы Брестского повята Полесского воеводства Польши, 19 дворов.
С 1939 года — в составе БССР.

## Население
На 1 января 2018 года насчитывалось 103 жителя в 51 хозяйстве, из них 13 младше трудоспособного возраста, 60 — в трудоспособном возрасте и 30 — старше трудоспособного возраста.